# Powrót posła
Powrót posła – komedia polityczna w trzech aktach napisana przez Juliana Ursyna Niemcewicza w 1790, która była reakcją na zewnętrzną i wewnętrzną sytuację polityczną Polski.

## Geneza
Powstanie utworu miało ścisły związek z obradami Sejmu Czteroletniego. Powrót posła miał oddziaływać na publiczność w określonym, reformatorskim kierunku. Sam tekst komedii uformował się na przestrzeni kilkunastu dni, na przełomie października i listopada 1790. Tak szybką pracę nad utworem wymuszały na autorze listopadowe wybory nowego kompletu posłów na sejmikach.

## Premiera
Powrót posła ogromnym sukcesem rozpoczął swój sceniczny żywot 15 stycznia 1791. Stał się zarazem przedmiotem ożywionej dyskusji, wystąpień sejmowych, komunikatów kancelarii królewskiej i korespondencji dyplomatycznej.

## Osoby komedii
- Podkomorzy i jego żona Podkomorzyna
- Walery – syn Podkomorzego i Podkomorzyny
- Starosta Gadulski
- Starościna – druga żona Gadulskiego
- Teresa – córka Gadulskiego z pierwszego małżeństwa
- Szarmancki
- Kozak – służący Szarmanckiego
- Agatka – pokojówka
- Jakub – lokaj

## Miejsce i czas dramatu
Akcja rozgrywa się w domu Podkomorstwa w trakcie przerwy Sejmu Czteroletniego w 1790.

## Problematyka
W utworze zostali skonfrontowani zwolennicy dwóch obozów politycznych: konserwatystów i reformatorów. 
Najzagorzalszym przedstawicielem pierwszej grupy jest Gadulski, który obstaje za wolną elekcją, zasadą liberum veto i jest przeciwny nadaniu większych praw chłopom i mieszczanom. Obstawał za bierną postawą Polski w polityce zagranicznej.
Przedstawicielami reformatorów są: Podkomorzy, jego żona i Walery. Chcą zakończenia samowoli szlachty, która w większości dbała tylko o własne interesy, a nie o los państwa. Żądają zniesienia wolnej elekcji i zasady liberum veto. Pragną zwiększenia praw dla mieszczaństwa i chłopów. W ich rozumieniu Polska miała brać czynny udział w polityce zagranicznej i walczyć o własne interesy na arenie międzynarodowej.
W kwestiach politycznych za neutralne osoby komedii można uznać Starościnę i Szarmanckiego, których obchodzi tylko to, co modne i eleganckie, a losy państwa nie obchodzą ich wcale.
Innym wątkiem komedii jest walka Walerego i Szarmanckiego o rękę Teresy, którą ostatecznie wygrywa syn Podkomorzego (Walery).